# Clavagellidae
Famille
Synonymes
- Bryopinae Tryon, 1862[2]

Les Clavagellidae sont une famille de mollusques bivalves de l'ordre des Pholadomyoida.

## Liste des genres
Selon World Register of Marine Species (25 novembre 2018) :
- genre Bryopa Gray, 1847
- genre Clavagella Blainville, 1817
- genre Dacosta Gray, 1858
- genre Dianadema Morton, 2003
- genre Stirpulina Stoliczka, 1870